# 富山地方裁判所
富山地方裁判所（とやまちほうさいばんしょ）は、富山県富山市にある日本の地方裁判所の一つで、富山県を管轄している。略称は、富山地裁（とやまちさい）。高岡、魚津に支部を置いている。
富山県を管轄しており、富山地方裁判所には富山市に置かれている本庁のほか、高岡市、魚津市の2市に地方裁判所と家庭裁判所の支部を設置しているほか、前述の3箇所にくわえ砺波市の1箇所を加えた4箇所に簡易裁判所を設置している。富山、高岡の2つの検察審査会も設置されている。

## 沿革

### 府県裁判所から地方裁判所へ

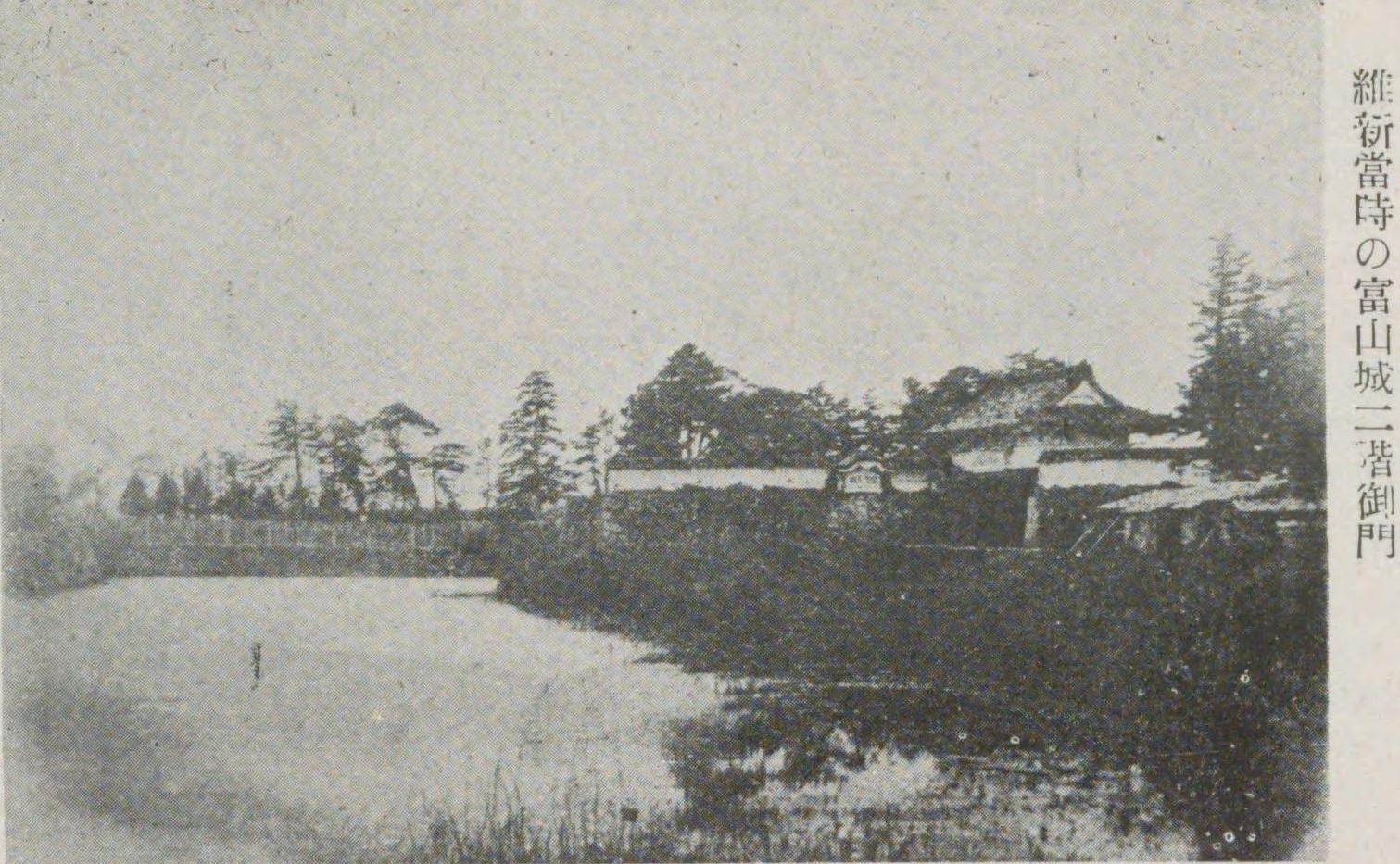
1876年（明治9年）に石川県裁判所支庁を設置した富山城址

明治初年、越中国においては富山藩時代の制度を踏襲して富山県及び新川県が裁判事務を行っており、1876年（明治9年）4月18日に新川県が廃止されてからは、同年5月5日に富山城址の旧新川県庁に石川県裁判所支庁が設置されていたが、同年9月13日より府県行政官より司法権を独立させるため府県裁判所は廃止されることとなり、地方裁判所として金沢裁判所が置かれた。これにより富山においては、同年12月15日に総曲輪の石川県支庁内において金沢裁判所富山支庁及び富山区裁判所が開設され、1881年（明治14年）5月23日に独立庁舎建設のため総曲輪の官有地1602坪を敷地に充て建設に着手し、同年6月30日に竣工した。

### 始審裁判所時代
1882年（明治15年）1月1日に地方裁判所を始審裁判所、区裁判所を治安裁判所と改められ、以降金沢裁判所富山支庁は富山始審裁判所、富山区裁判所は富山治安裁判所と称することとなった。また、この際に各裁判所の管轄区域が定められ、富山始審裁判所は富山及び魚津治安裁判所を下級裁判所とし、越中国射水郡（庄川以東）、礪波郡（庄川以東）、婦負郡、上新川郡及び下新川郡を管轄することとなった。なお、射水郡及び礪波郡の庄川以西については、金沢始審裁判所の下級裁判所たる高岡治安裁判所の管轄区域であった。
1883年（明治16年）2月1日に富山始審裁判所は廃止され、金沢始審裁判所富山支庁と改められた。一方、同年5月9日には再び石川県内のうち越中国は富山県として独立し、これと同様に同年6月28日に金沢始審裁判所富山支庁は再び富山始審裁判所となり、また高岡治安裁判所が富山始審裁判所の下級裁判所に改められ、富山始審裁判所は富山県一円をその管轄に収めることとなった。

### 裁判所構成法時代

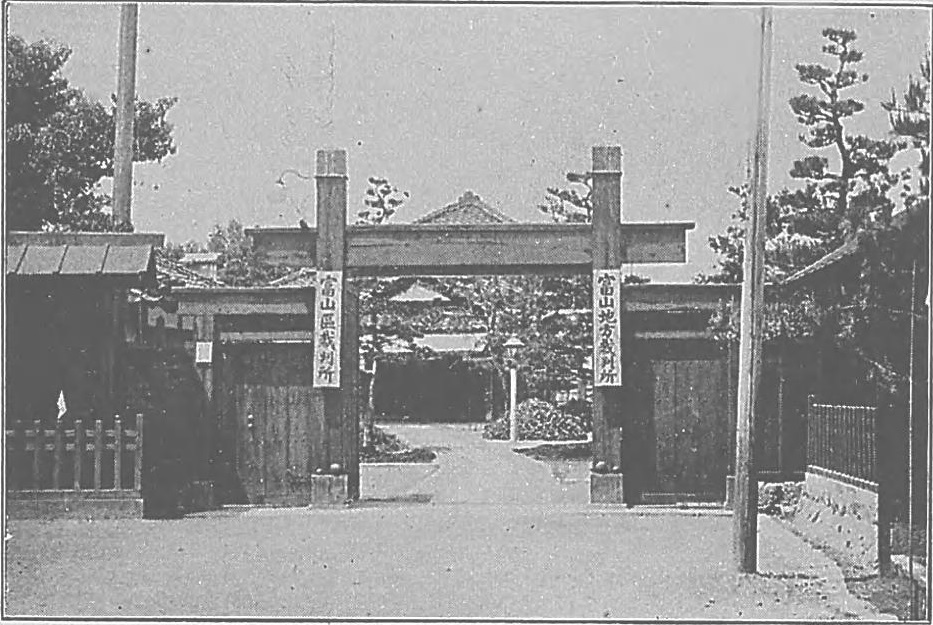
1881年（明治14年）竣工の富山地方裁判所庁舎

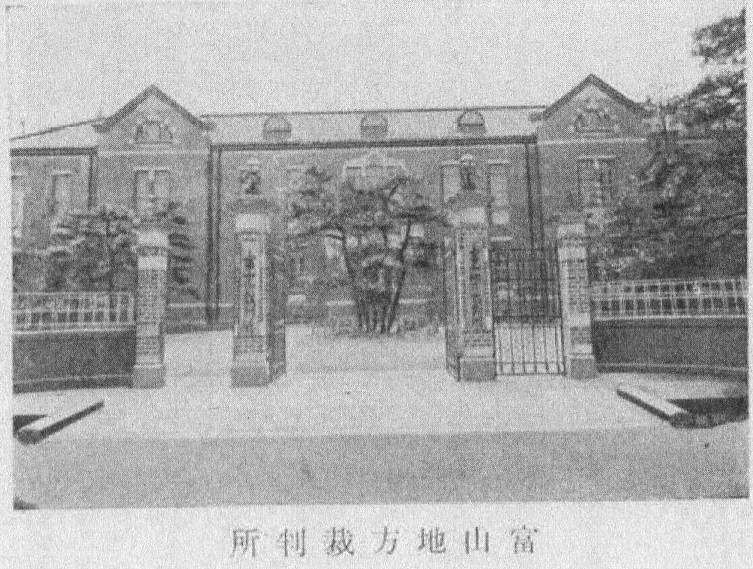
1917年（大正6年）竣工の富山地方裁判所庁舎

1890年（明治23年）11月1日には裁判所構成法（明治23年法律第6号）が施行せられ、富山始審裁判所を富山地方裁判所、管内各治安裁判所を区裁判所と改称された。また、礪波郡を管轄する区裁判所として杉木新区裁判所が新設された。1905年（明治38年）4月1日に富山地方裁判所は大阪控訴院の管轄から名古屋控訴院の管轄下に改められ、1917年（大正6年）6月15日からは富山区裁判所と共に富山市西田地方町字内浦割815番地の新庁舎（同年6月10日完成）に移転した。この庁舎は、1945年（昭和20年）8月2日の富山大空襲によって焼失している。ために富山地方裁判所は一時的に富山市太郎丸の富山養得園の一部を間借りし、その後同年10月からは同市西長江の不二越託児所の一部を間借りして業務を行った。1949年（昭和24年）2月からは再び西田地方に庁舎を建設したのでこれに移転している。

### 戦後

空襲により全焼した庁舎と1949年（昭和24年）に建設された庁舎

1965年（昭和40年）に完成した庁舎

1947年（昭和22年）5月3日よりそれまで裁判所の組織等を定めていた裁判所構成法は、裁判所法の施行によって廃止され、またそれまで裁判所に附置していた検事局も検察庁法によって検察庁として独立することとなった。これによって各区裁判所は簡易裁判所と改められ、富山地方検察庁が設置された。加えて、1948年（昭和23年）7月12日には、検察審査会法の施行によって検察審査会が設置された。富山検察審査会は、1946年（昭和21年）4月9日に発生した下新川郡南保村における殺人事件につき全国に先駆けて起訴勧告を行っている。また、1949年（昭和24年）1月1日からは裁判所法の改正によって家庭裁判所が設置されることとなり、富山家庭裁判所及び同裁判所各支部（魚津、礪波及び高岡）が開設された。以来、家事審判や少年事件等については家庭裁判所において行われることとなり、これは地方裁判所と同格とされた。
1965年（昭和40年）11月1日には富山地方裁判所、富山家庭裁判所及び富山簡易裁判所等が入居する合同庁舎が竣工したので同所に移転して業務を開始した。
2021年（令和3年）度より、新庁舎への建て替えのための敷地調査に着手した。2028年（令和10年）度をめどに、地下1階、地上4階、延床面積7,676㎡の庁舎を建設予定である。その後、2029年（令和11年）度をめどに、庁舎の建て替えを行うことになった。工事期間中の2025年（令和7年）5月頃までに敷地内に仮庁舎を設け、新たに地下1階、地上4階建ての鉄筋コンクリート造りの庁舎を建設する。

### 年表
- 1876年（明治9年）
  - 5月5日 - 石川県裁判所支庁を旧新川県庁に開設する[1]。
  - 9月13日 - 府県裁判所を廃し地方裁判所として金沢裁判所を置く[2]。
  - 12月15日 - 富山町総曲輪の石川県支庁内に金沢裁判所富山支庁及び富山区裁判所を開設する[5]。
- 1881年（明治14年）
  - 5月23日 - 富山町総曲輪に新庁舎建設のための用地を取得し建設に着手する[3]。
  - 6月30日 - 新庁舎が落成する[3][6]。
  - 8月 - 金沢裁判所富山支庁に検事を置く[35]。
- 1882年（明治15年）1月1日 - 地方裁判所を始審裁判所、区裁判所を治安裁判所と改める方針に基き、金沢裁判所富山支庁を富山始審裁判所、富山区裁判所を富山治安裁判所と改称する[7][8][9]。また、富山治安裁判所及び魚津治安裁判所を富山始審裁判所の管轄とする[7]。
- 1883年（明治16年）
  - 2月1日 - 富山始審裁判所を廃止し、金沢始審裁判所富山支庁とする[8][10][11]。
  - 6月28日 - 金沢始審裁判所富山支庁を富山始審裁判所とし、高岡治安裁判所を富山始審裁判所の管轄とする[13]。
- 1890年（明治23年）11月1日 - 裁判所構成法（明治23年法律第6号）に基き、富山始審裁判所を富山地方裁判所、管内各治安裁判所を区裁判所と改称する[14][15]。また、東礪波郡出町に杉木新区裁判所を新設する[14][15]。
- 1905年（明治38年）4月1日 - 越中国内における各裁判所の管轄を大阪控訴院から名古屋控訴院に改める[16]。
- 1916年（大正5年）8月27日 - 富山地方裁判所庁舎の改築に着手する[36]。
- 1917年（大正6年）
  - 5月31日 - 富山地方裁判所庁舎新築工事が竣成する[36]。
  - 6月10日 - 富山地方裁判所庁舎の落成式を挙行する[36]。
  - 6月15日 - 富山地方裁判所及び富山区裁判所が富山市西田地方町字内浦割815番地の新庁舎に移転する[18]。
- 1945年（昭和20年）
  - 8月2日 - 富山大空襲によって裁判所庁舎が全焼する[19]。よって一時的に太郎丸の富山養得園の一部を間借りして業務を行う[21]。
  - 10月 - 西長江の不二越託児所の一部を間借りして業務を開始する[21]。
- 1947年（昭和22年）5月3日 - 裁判所法（昭和22年法律第59号）に基き、富山簡易裁判所等を設置する[26][27]。
- 1948年（昭和23年）7月12日 - 検察審査会を設置する[28][29]。
- 1949年（昭和24年）
  - 1月1日 - 富山家庭裁判所及び同裁判所各支部（魚津、礪波及び高岡）を設置する[31]。
  - 2月 - 西田地方の新庁舎に移転し業務を開始する[21]。
  - 6月18日 - 富山地方裁判所新庁舎（木造二階建）が竣工したので、同日その落成式を挙行する[37]。
- 1964年（昭和39年）7月 - 富山地方裁判所及び富山簡易裁判所合同庁舎の新築に着手する[32]。
- 1965年（昭和40年）
  - 11月1日 - 富山地方裁判所及び富山簡易裁判所合同庁舎（鉄筋4階建、3階建の2棟、延べ面積5,474m2）が完成し、同所において業務を開始する[32]。
  - 11月12日 - 富山地方裁判所及び富山簡易裁判所合同庁舎の落成式を挙行する[32]。
- 2021年（令和3年）度 - 新庁舎へ建て替えのための敷地調査に着手[33]。
- 2024年（令和6年）5月 - 仮庁舎の当初の着工予定月。資材高騰や人手不足が原因により入札が不成立となっているため、工期に影響が出る可能性があるとしている[38]。
- 2028年（令和10年）度 - 新庁舎竣工予定[33]

## 所在地
- 本庁：富山県富山市西田地方町2丁目9-1　北緯36度41分1.1秒 東経137度12分24.5秒 / 北緯36.683639度 東経137.206806度
JR北陸新幹線, 高山線 富山駅前6番バス乗り場から　地鉄バスで簡保保養センター, 牛岳温泉健康センター, 山田行政センター前, 速星, 萩の島, 八尾鏡町(空港・成子行きを除く), 国立富山病院行きのいずれかに乗車 約10分 検察庁前で下車 徒歩約1分
コミュニティバスまいどはや　新・中央ルート西田地方町小学校前下車 徒歩約1分
- 高岡支部：富山県高岡市中川本町10-6　北緯36度44分55秒 東経137度1分29.5秒 / 北緯36.74861度 東経137.024861度
JR氷見線 越中中川駅下車 徒歩約5分
- 魚津支部：富山県魚津市本町1丁目10-60　北緯36度48分46.1秒 東経137度23分49.8秒 / 北緯36.812806度 東経137.397167度
あいの風とやま鉄道 魚津駅下車 徒歩約25分
富山地方鉄道本線 電鉄魚津駅下車 徒歩約7分

## 管轄区域
本庁
- 富山簡易裁判所
  - 富山市・滑川市・中新川郡（舟橋村・上市町・立山町）

高岡支部
- 高岡簡易裁判所
  - 高岡市・氷見市・小矢部市・射水市
- 砺波簡易裁判所
  - 砺波市・南砺市

魚津支部
- 魚津簡易裁判所
  - 魚津市・黒部市・下新川郡（入善町・朝日町）

※ただし、行政事件、魚津支部管内の執行事件（不動産競売、債権、財産開示）、合議事件は本庁でそれぞれ取り扱う。

## 歴代所長
- 前島勝三（2002年7月 - 2005年3月 依願退官）
- 片山俊雄（2005年3月 - 2006年2月 岐阜地方・家庭裁判所所長）
- 松本哲泓（2006年2月 - 2007年3月 和歌山地方・家庭裁判所所長）
- 杉森研二（2007年3月 - 2008年10月 依願退官）
- 青木正良（2008年10月 - 2010年12月 依願退官）
- 柴田秀樹（2010年12月 - 2012年6月 名古屋高等裁判所部総括判事（刑事第2部））
- 水谷正俊（2012年6月 - 2014年3月 定年退官）
- 黒岩巳敏（2014年3月 - 2015年6月 依願退官）
- 永野圧彦（2015年6月 - 2017年6月 名古屋高等裁判所部総括判事）
- 原啓一郎（2016年6月 - 2018年7月 依願退官 丸の内公証役場公証人）
- 北澤純一（2018年7月 - 2020年2月 東京高等裁判所部総括判事）
- 堀内照美（2020年2月 - 2022年4月 定年退官[39]）
- 吉田彩（2022年4月 - [40]）

## 脚註